# 南村站 (朝鲜)
南村站（韓語：남촌역）是朝鮮民主主義人民共和國咸鏡北道茂山郡笃所里的一個鐵路車站，属于白茂线。

## 邻近车站
白茂线
興岩站 - 南村站 - 茂山站